# Kawasaki KR 500
La KR 500 è una motocicletta da competizione costruita dalla Kawasaki dal 1980 al 1982.

## Descrizione
I primi prototipi della KR 500 risalgono alla fine del 1979: la moto è spinta da un 4 cilindri in quadrato 2 tempi (ispirato a quello delle plurivittoriose Suzuki RG 500) nato dall'accoppiamento di due bicilindrici della Kawasaki KR 250. Particolarità della KR 500 era il telaio, un monoscocca in alluminio.
Il debutto della 4 cilindri nipponica avvenne al GP delle Nazioni 1980, sul circuito di Misano Adriatico: Kork Ballington dovette ritirarsi per problemi d'accensione. A fine stagione il pilota sudafricano terminerà dodicesimo in classifica.
Per la stagione '81 la KR 500 si rinnovò, ottenendo un nuovo telaio, sempre monoscocca ma più rigido e leggero, un basamento motore in magnesio, nuovi cilindri (a 6 travasi anziché a 5) e una forcella con sistema anti-dive. La stagione vide la KR ottenere i suoi primi podi: due terzi posti (Olanda e Finlandia) con Ballington (autore anche di due giri più veloci, in Olanda e in Gran Bretagna), ottavo nella classifica finale. Ad affiancare Ballington fu chiamato Gregg Hansford, già compagno di squadra del sudafricano con le 250-350: Hansford non riuscì però ad andare a punti in una stagione caratterizzata da due incidenti, alla 200 Miglia di Imola e al GP del Belgio.
Le novità per il 1982 furono un telaio ancora più leggero e rigido e sospensioni Showa anziché Kayaba. Il motore restò però invariato rispetto all'anno precedente, precludendo a Ballington ogni piazzamento a podio: con il modesto 9º posto in classifica finale (miglior piazzamento un 6º posto a Misano) terminò anche la carriera della KR 500, ritiratasi dal Mondiale insieme alla Kawasaki.
Per rivedere nel Motomondiale una Kawasaki bisognerà attendere il 2002, anno del debutto della ZX-RR in MotoGP.